# HELP!! (石動美緒の曲)
「HELP!!」（ヘルプ）は、石動美緒と結野嵐子の1枚目のシングル。2010年10月27日にGloryHeavenから発売された。

## 概要
テレビアニメ『えむえむっ!』のヒロイン、石動美緒と結野嵐子のシングル。歌っているのは、劇中で石動美緒と結野嵐子役を演じている竹達彩奈と早見沙織が担当している。
「HELP!! -Hell side-」は、テレビアニメ『えむえむっ!』の前期オープニングテーマ、「HELP!! -Heaven side-」は同アニメ後期オープニングテーマになっている。カップリング曲の「ハレルヤ♡スタディ」は、同アニメ第9話挿入歌として使用された。楽曲自体は、ポップでキャッチーなバンドサウンドとなっている。CDジャケットには、石動美緒と結野嵐子が、それぞれ小悪魔風とナースのコスプレをしているイラストが描かれている。2010年11月8日付けのオリコン週間シングルチャートで37位を獲得。初動売上は3100枚を記録した。

## 収録曲
（全作詞：こだまさおり）
1. HELP!! -Hell side- [3:40]
歌：石動美緒（竹達彩奈）
作曲・編曲：corin
  - テレビアニメ『えむえむっ!』前期オープニングテーマ
2. HELP!! -Heaven side- [3:39]
歌：石動美緒（竹達彩奈）、結野嵐子（早見沙織）
作曲・編曲：corin
  - テレビアニメ『えむえむっ!』後期オープニングテーマ
3. ハレルヤ♡スタディ [4:07]
歌：石動美緒（竹達彩奈）、結野嵐子（早見沙織）
作曲・編曲：渡辺和紀
  - テレビアニメ『えむえむっ!』第9話挿入歌
4. HELP!! -Hell side-（instrumental）
5. HELP!! -Heaven side-（instrumental）
6. ハレルヤ♡スタディ（instrumental）